# Gramoz Ruçi
Gramoz Ruçi (ur. 6 grudnia 1951 we wsi Salari k. Tepeleny) – albański polityk komunistyczny i socjalistyczny, w 1991 minister spraw wewnętrznych.

## Życiorys
Syn Kasi i Shano. Ukończył studia biologiczno-chemiczne w Wyższej Szkole Pedagogicznej w Szkodrze, a następnie na Uniwersytecie Eqrema Çabeja w Gjirokastrze. W latach 1971–1978 pracował jako nauczyciel we wsi  Progonat. W 1978 rozpoczął karierę polityczną, pracując w aparacie partyjnym Albańskiej Partii Pracy. W 1981 ukończył naukę w Szkole Partyjnej im. Lenina w Tiranie. Do 1991 pełnił funkcję sekretarza partii w okręgu Tepelena. 
W lutym 1991 objął stanowisko ministra spraw wewnętrznych, które pełnił przez cztery miesiące. W kwietniu 1991 odpowiadał za użycie siły przeciwko demonstrantom w Szkodrze, których nazwał terrorystami. w rewanżu deputowani Demokratycznej Partii Albanii zablokowali jego kandydaturę na ministra w maju 1991.
W latach 90. wstąpił do Socjalistycznej Partii Albanii (SPA), w 1998 objął stanowisko sekretarza organizacyjnego partii, a w 2000 po rezygnacji Namika Dokle – funkcję sekretarza generalnego. W 1996 komisja weryfikacyjna przeprowadzająca lustrację kandydatów startujących w wyborach parlamentarnych umieściła Ruçiego na liście osób, którzy ze względu na swoją przeszłość nie mogą ubiegać się o mandat. W wyborach parlamentarnych 2009 uzyskał mandat deputowanego do parlamentu i pełnił funkcję przewodniczącego grupy parlamentarnej SPA. Nazywany bejem Sarandy Ruçi miał być jednym z najbogatszych polityków działających na południu Albanii, a w opinii ambasady amerykańskiej w Tiranie miał powiązania z organizacjami przestępczymi, zajmującymi się handlem narkotykami.
9 września 2017 został wybrany na stanowisko przewodniczącego parlamentu, uzyskując poparcie 80 deputowanych. W 2018 przewodniczył delegacji parlamentu albańskiego, która odwiedziła Polskę, w ramach obchodów 100-lecia niepodległości.
Jest żonaty, ma dwoje dzieci (córkę Ridvanę i syna Lediana).

## Odznaczenia
- Order Wolności (Kosowo, 2017)[9]

## Publikacje
- 2012: Fjalime të kryetarit të Grupit Parlamentar të Partisë Socialiste, zotit Gramoz Ruçi, në Kuvendin e Shqipërisë : shkurt 2010 -gusht 2012